# Bidhya Devi Bhandari
Bidhya Devi Bhandari (Nepali: विद्यादेवी भण्डारी; Mane Bhanjyang, Bhojpur, 19 de juny de 1961) és una política nepalesa, primera dona Presidenta de Nepal elegida el 2015. Bhandari va substituir en el càrrec a Ram Baran Yadav, del Congrés Nepalès, que havia estat president des de 2008, quan el país va passar de ser una monarquia a una república.

## Biografia
Filla de Ram Bahadur Pandey i Mithila Pandey. Es va casar amb Madan Bhandari, un dirigent comunista nepalès que va morir el 1993 en un accident a prop de Dasdhunga, districte de Chitwan, Nepal, tot i que fou considerat un assassinat, encara no resolt.

## Carrera política
Va començar en política molt jove. Segons el Partit Comunista del Nepal (Unificat Marxista-Leninista) (CPN-UML), Bhandari s'inicià com a activista de la Lliga Jove del CPN (ML) el 1978, a Bhojpur. Va ser responsable del Comitè de Zona Oriental d'ANNFSU de 1979 a 1987 i de la secció de dones del GEFONT el 1993, abans de ser elegida com a membre del comitè central de l'UML el 1997. Va ser elegida vicepresidenta del partit en la seva vuitena convenció general feta a Butwal. Fou la vicepresidenta del Partit Comunista del Nepal (Unificat Marxista-Leninista) i presidenta de l'Associació de Dones del Nepal abans de guanyar l'elecció presidencial el 28 d'octubre de 2015. Va ser elegida rebent 327 vots d'un total de 549 possibles i derrotant Kul Bahadur Gurung, candidat de la formació Congrés Nepalès (NC) que va governar en coalició en els últims anys amb l'UML. Va ser ministra de Defensa durant el Govern de Madhav Kumar (2009-2010).